# Hu Wanlin
Hu Wanlin (Mianyang, 1949) è un serial killer cinese, forse uno tra quelli che in Cina fecero più vittime insieme a Yang Xinhai e Liu Pengli; ha commesso almeno 146 omicidi ed è fortemente sospettato di oltre 190 in totale.

## Inizi
Hu Wanlin (胡万林) nacque a Mianyang, nella provincia di Sichuan, nel 1949. Frequentò la scuola e ne completò solo l'educazione primaria. Le sue informazioni si perdono qui e riprendono quando, da adulto, fu arrestato per omicidio intenzionale, truffa, rapimento e traffico umano. Mentre era in carcere nel 1993 aprì uno studio medico, in cui lavorò. Rilasciato nel 1997, continuò a praticare medicina illegalmente a nord della provincia di Shanxi e Shaanxi. In questo periodo lavorò in due ospedali e avvelenò diversi pazienti. Nel febbraio del 1998 fu allontanato dalle autorità locali e si trasferì a Henan nel giugno dello stesso anno.

## Omicidi
Hu Wanlin riceveva dei pazienti che si facevano fare alcuni trattamenti psicofarmacologici da lui. Dava quindi loro da assumere preparati a base di erbe che contenevano una quantità enorme di solfato di sodio, una sostanza pericolosissima se inalata nelle alte dosi che lui preparava. Tutti coloro i quali assunsero il preparato morirono.
Riguardo ai trattamenti psicologici, Hu diceva di essere un “dottore onnipotente” e un esperto praticante dell'arte millenaria del Qigong, cosa che gli avrebbe conferito poteri curativi, con cui avrebbe diagnosticato e rimosso il cancro, l'epatite e la pressione alta ai pazienti; in realtà li truffava. Hu in breve tempo divenne molto conosciuto grazie ai suoi “miracoli medici”, facendo al contempo anche molte vittime. Tre vittime conosciute sono Wang Baoran, un ingegnere che morì di cancro ai reni, Liu Famin, il sindaco della città di Luohe in Henan, ed He Suyun, un'insegnante in pensione.

## La fine
Il killer, che fino ad allora era rimasto insospettato, fu arrestato il 18 gennaio del 1999 all'età di 50 anni a Shangqiu con l'accusa di praticare medicina senza la licenza obbligatoria; venne poi connesso a più di 190 omicidi e trovato colpevole di 146 di questi. Le autorità dissero che 20 pazienti furono uccisi nell'area dello Shaanxi e altri 30 nel Weida Hospital a Shangqiu. Il 1º ottobre 2000, a processo concluso, Wanlin ricevette 15 anni di carcere, una multa di 150.000 yuan e la sospensione dei diritti di voto. Egli è tuttora fortemente sospettato di altri omicidi.

## Conseguenze
Il suo caso ha attirato l'attenzione dei media e ha sensibilizzato il problema delle licenze dei medici: solo dopo questi fatti la Cina quindi istituì il suo sistema delle licenze mediche, secondo il quale solo i dottori che la possiedono possono curare i pazienti.
La  cosa più curiosa che riguarda il killer è che non sia stato condannato a morte: in Cina le esecuzioni capitali erano frequenti, anche per reati minori; Wanlin ha ucciso attorno alle 146/190 persone ed è stato condannato solamente ad alcuni anni di carcere, ma esce nel 2015 (vi era la possibilità di farlo anche prima per buona condotta).